# Yaroslav Zaborovsky
Yaroslav Zaborovsky, en ucraniano, Ярослав Юрійович Заборовський (8 de agosto de 1939, Leópolis, Polonia - 26 de enero de 2021, Ivano-Frankivsk, Ucrania) fue un historiador ucraniano, especialista en historia de la antigua Roma y en historia de la Iglesia cristiana en la antigüedad y la Edad Media. Fue jefe del Departamento de Historia del Mundo Antiguo y de la Edad Media (1992-1999) en la Facultad de Historia de la Universidad Vasyl Stefanyk de los Cárpatos en Ivano-Frankivsk. También fue vicerrector de actividades educativas en el Seminario Teológico Ivanofrankivsk Josafat Sacerdote Mártir de 1990 a 1991.

## Biografía
Nació el 8 de agosto de 1939 en Lviv, Polonia (ahora Ucrania). Su padre era Yuri Vasílievich Zaborovsky y su madre Anna Teodorivna Solary. Durante el bautismo recibió el nombre doble de Marjan-Yaroslav. En 1944, después de regresar del exilio, su padre Yuri falleció trágicamente. Сegún los recuerdos y la información obtenida de los archivos, publicados en el libro "Por los senderos de la historia" (2003), su padre fue llevado con el fin de ser explotado como cocinero y luego fue asesinado en el bosque por los seguidores de Bandera. Unos meses después, en Nochebuena de 1945, arrojaron al estanque (pozo) a su anciana madre (abuela del historiador) solo por maldecir a los asesinos de su amado hijo. Terminó la escuela en 1956, pasando todos los exámenes finales con una calificación de 5 ("bien"). Ese mismo año ingresó en la Facultad de Historia de la Universidad Nacional de Ivan Franko. Su asesor de investigación fue I.I. Veitskovsky, y su tesis se tituló "Historia de la República Romana". Terminó sus estudios en 1961 y trabajó como maestro en una escuela rural ordinaria en el pueblo de Bitlya, en la región de Lviv.
En 1967, en la Universidad de Leningrado nombrada en honor a A. A. Zhdanov, defendió su tesis de candidatura sobre el tema "Los intentos de resolver la crisis agraria a finales del siglo II a.C. en la República Romana". Su asesora de investigación fue María Yefímovna Sergéenko. De 1964 a 1967, trabajó como profesor de historia en la Universidad de Drohobych. En 1967, por invitación del rector A. A. Ustenko, se trasladó a la Universidad Pedagógica de Ivano-Frankivsk, donde ocupó el cargo de profesor asociado. Desde 1990, fue profesor y también fue vicedecano de la Facultad de Historia en los períodos de 1976-1977 y 1979-1981. Él participó activamente en la transición de la Iglesia Greco-Católica Ucraniana (УГКЦ) de la clandestinidad, convirtiéndose en el primer vicerrector de enseñanza en el Seminario Teológico de Ivano-Frankivsk en honor a San Josafat.
Esposa: Tamara Vasílievna Zaborovskaia. Hijos: Danuta Yaroslavovna Zaborovskaia y Oresta Yaroslavovna Zaborovskaia. Nieta: Kristina.

## Premios
Medalla 'Veterano del Trabajo
Agradecimiento del Ministerio de Educación del USSR